# Ramotswa station/Taung
Ramotswa station/Taung är en ort (village) i distriktet South-East i södra Botswana. 